# Заїкин Дмитро Станіславович
Дмитро́ Станісла́вович Заї́кин (нар. 6 квітня 1997, Київ, Україна) — український футболіст, нападник.

## Життєпис

### Ранні роки
Вихованець ДЮСШ київського «Динамо», де розпочав займатися футболом у шестирічному віці. Із 2010 по 2014 рік провів у чемпіонаті ДЮФЛ 76 матчів, забивши 35 голів. Двічі ставав чемпіоном України серед юнаків (2013, 2014).

### Клубна кар'єра

#### «Скала»
Із 2014 по 2016 рік виступав у юнацькому чемпіонаті (U-19) за стрийську «Скалу», у 50 зустрічах відзначився 19 забитими м'ячами. У сезоні 2015/16 став другим бомбардиром турніру (u-19), забивши 14 голів, відставши лише на 1 гол від Владислава Хомутова. 
Дмитро входить в ТОП-10 кращих бомбардирів за історію чемпіонатів U-19.

#### «Карпати»
У липні 2016 року став гравцем львівських «Карпат», підписавши 3-річний контракт. 30 липня того ж року дебютував за молодіжну (U-21) команду «левів» у домашньому матчі проти київського «Динамо», а вже наступного дня дебютував у Прем'єр-лізі в поєдинку основних складів «Карпат» і «Динамо», замінивши на 89-й хвилині капітана команди Ігоря Худоб'яка. У 2017 році став бронзовим призером чемпіонату U-21 України.

#### «Верес»
У липні 2018 року став гравцем рівненського «Вереса». У «Вересі» він зіграв 8 матчів у чемпіонаті та 1 у Кубку України. 

### Збірна
Із 2012 по 2013 рік грав у складі юнацької збірної України (U-16).

## Статистика
Статистичні дані наведено станом на 10 грудня 2016 року
| Клуб      | Ліга         | Сезон   | Чемпіонат | Чемпіонат | Кубок | Кубок | U-21 | U-21 |
| Клуб      | Ліга         | Сезон   | Ігри      | Голи      | Ігри  | Голи  | Ігри | Голи |
| --------- | ------------ | ------- | --------- | --------- | ----- | ----- | ---- | ---- |
| «Карпати» | Прем'єр-ліга | 2016/17 | 1         | 0         |       |       | 12   | 0    |